# Kvimogrundet
Kvimogrundet är en ö i Finland. Den ligger i Norra kvarken och i kommunen Vörå i den ekonomiska regionen  Vasa i landskapet Österbotten, i den västra delen av landet. Ön ligger omkring 33 kilometer nordöst om Vasa och omkring 370 kilometer norr om Helsingfors.
Öns area är 14 hektar och dess största längd är 0,6 kilometer i sydöst-nordvästlig riktning.